# Claude Raguet Hirst
Claudine Raguet Hirst (* 1855 in Ohio, Cincinnati, USA; † 1942 in New York City, USA) war eine US-amerikanische Malerin. Sie malte Stillleben in Öl und Aquarell und war die einzige Frau ihrer Zeit, die sich mit der Trompe-l’œil-Technik einen Namen machte.

## Leben und Werk

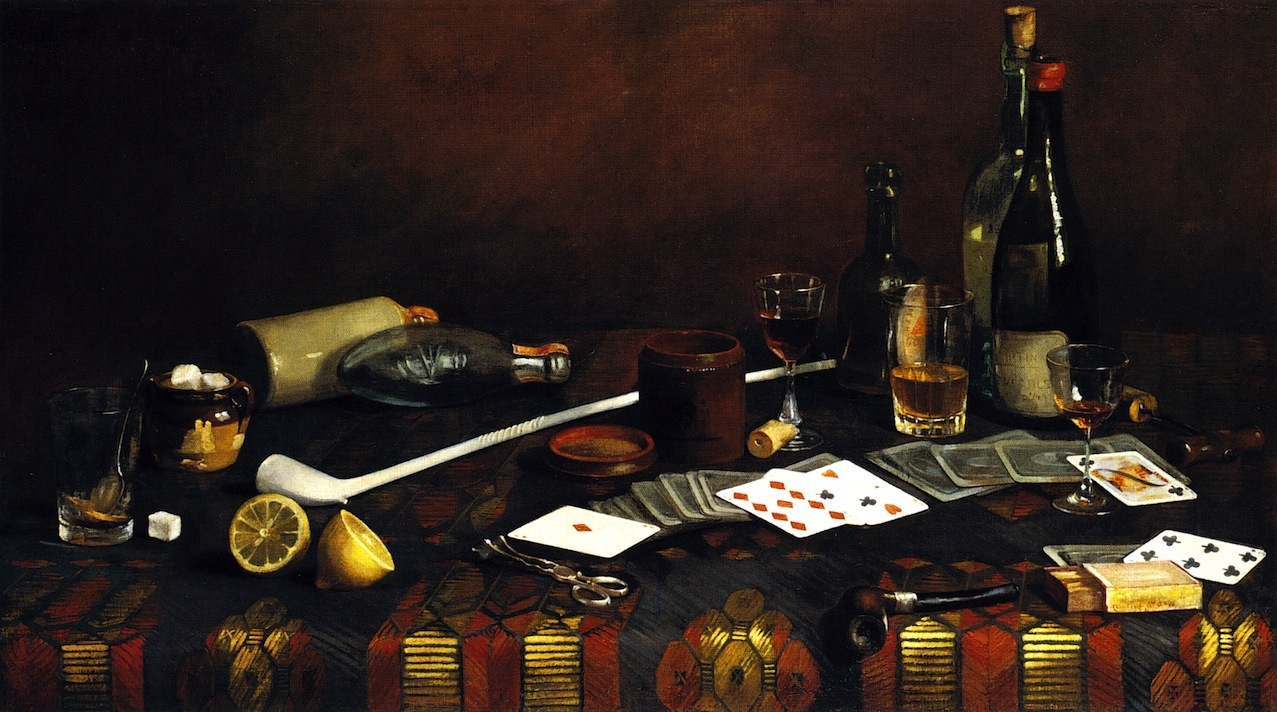
A Gentleman's Table

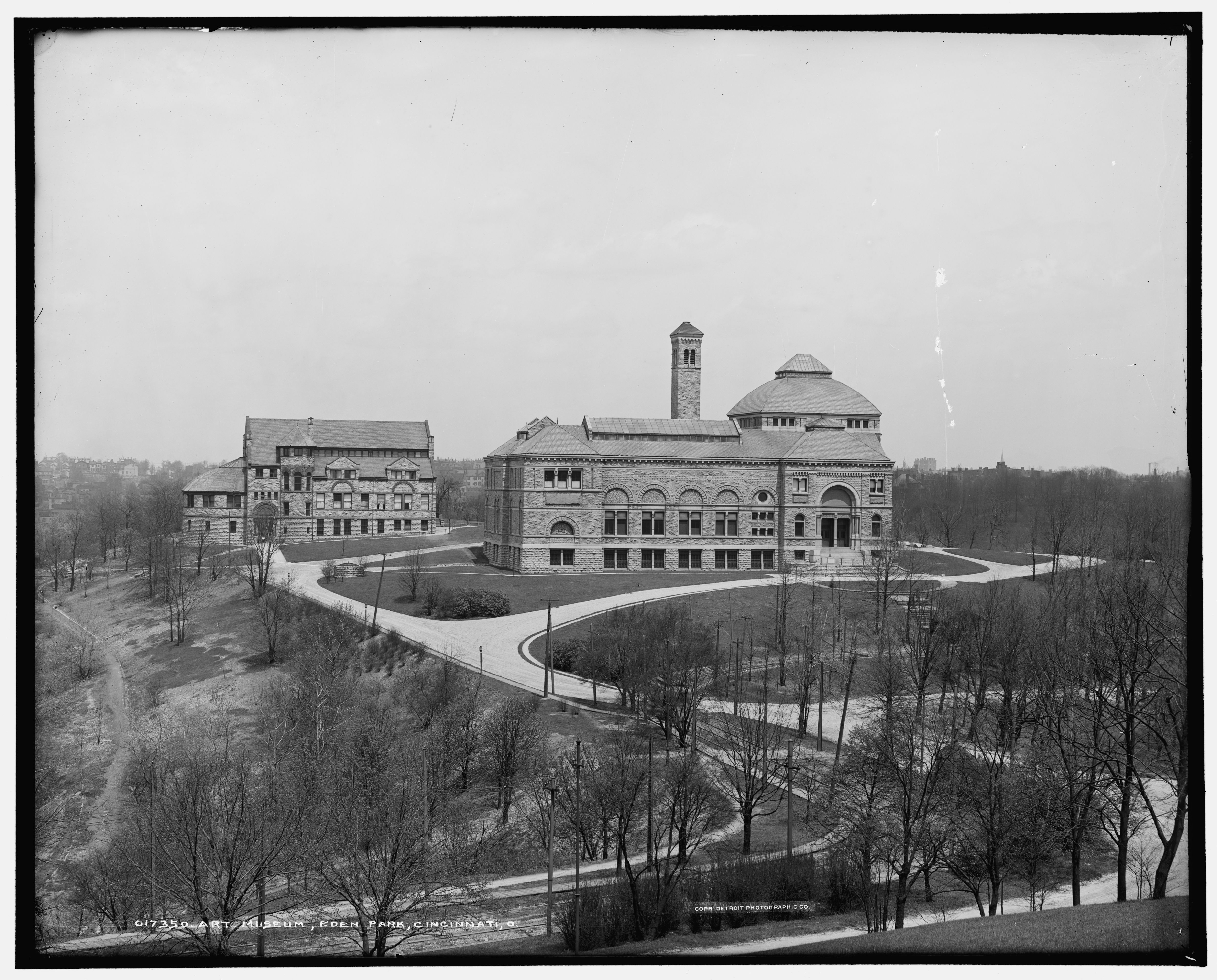
Cincinnati Art Museum (1886) und Art Academy (1887) in Cincinnati, 1900

Hirst war die ältere von zwei Töchtern des Bankangestellten Pattin Konel Hirst und Julia Hirst. Sie besuchte von 1874 bis 1878 die McMicken School of Design. 1876 stellte sie auf der Weltausstellung in Philadelphia der Centennial Exposition im Cincinnati Room des Woman's Building ein Ölgemälde, eine geschnitzte Salonstaffelei und eine Schmuckschatulle aus.  Anfang der 1870er Jahre nahm sie die männliche Version ihres Namens an, als sie mit dem Ausstellen begann.
Hirst zog 1882 nach New York City in ein Atelier am Union Square, einem Viertel, in dem sich viele Künstler niedergelassen hatten. Ihr Studium setzte sie bei Agnes Dean Abbatt und George Henry Smillie fort. Sie trat einer Reihe von Organisationen bei, darunter der American Watercolor Society und der Woman’s Art Club of New York, der ein wichtiger Ausstellungsort für Frauen war.
Hirst stellte erstmals 1882 an der National Academy of Design aus und stellte bis 1886 jedes Jahr Blumenstillleben aus. Aus den Archiven der Akademie geht hervor, dass Hirst nie in die Mitgliedschaft gewählt wurde, dort aber bis 1900 fast jährlich ausstellte und drei bis fünf Gemälde pro Jahr zeigte. Das Ausstellungsprogramm der National Academy of Design bot zeitgenössischen Künstlern einen der besten Veranstaltungsorte des Landes und trug erheblich zur Gestaltung der amerikanischen Kunst bei. Es existierten nur wenige kommerzielle Galerien und daher waren Künstler auf die Ausstellungen der Akademie angewiesen, um ihre Werke zu zeigen und zu verkaufen. Bei einer dieser Ausstellungen kaufte der Industrielle Henry Osborne Havemeyer eines von Hirsts Pfeifen- und Tabakgemälden.
Bis 1890 hatte Hirst das Blumenstillleben aufgegeben und konzentrierte sich bis zu ihrem Tod im Jahr 1942 auf die Kompositionen für Bibliothekstische, die zu ihrem Markenzeichen wurden. Ihre thematische Änderung wurde dem Maler William Harnett, ihrem Nachbarn am Union Square, zugeschrieben.
Hirst teilte ihren Atelierraum am Union Square mit dem Landschaftsmaler William Crothers Fitler, den sie 1901 heiratete, als er 44 und sie 46 Jahre alt waren. Sie begann Mitte der 1890er Jahre damit, ihre alten Bücher zusammen mit dem Raucherzubehör ihres Mannes darzustellen. Zuerst malte sie die Bücher geschlossen, später öffnete sie sie, um sowohl Text als auch Illustrationen zu zeigen, und baute so eine narrative Ebene innerhalb ihrer visuellen Ebene auf.
Hirst stellte auch in der National Association of Women Painters and Sculptors und an der Pennsylvania Academy of the Fine Arts aus. In den letzten 24 Jahren ihres Lebens schuf sie 44 Werke in Öl und Aquarell, gewann 1897 und 1898 Preise im Everson Museum und hatte eine Einzelausstellung in der Braus Gallery am Broadway. Nach dem Tod ihres Ehemannes 1915 konzentrierte sie sich in ihren Darstellungen auf Bücher. Sie malte und stellte bis in ihre Achtziger weiter aus und hinterließ ein Erbe von mehr als 100 Stilllebengemälden.
Ihre Gemälde befinden sich in den Sammlungen des Canton Museum of Art, des Mount Holyoke College Art Museum, des Virginia Museum of Fine Arts, des Brooklyn Museum of Art, des Butler Institute of American Art, des Museum of Art and Archaeology an der University of Missouri und des National Museum of Women in the Arts.
Hirst starb 1942 in New York City.
Hirst wurde in Artikeln für das Daily Art Magazine und ArtDaily vorgestellt. Im Januar 2024 erschien im Daily Art Magazine der Artikel Masterpiece Story: A Gentleman’s Table by Claude Raguet Hirst.

## Gemälde von Claude Raguet Hirst (Auswahl)

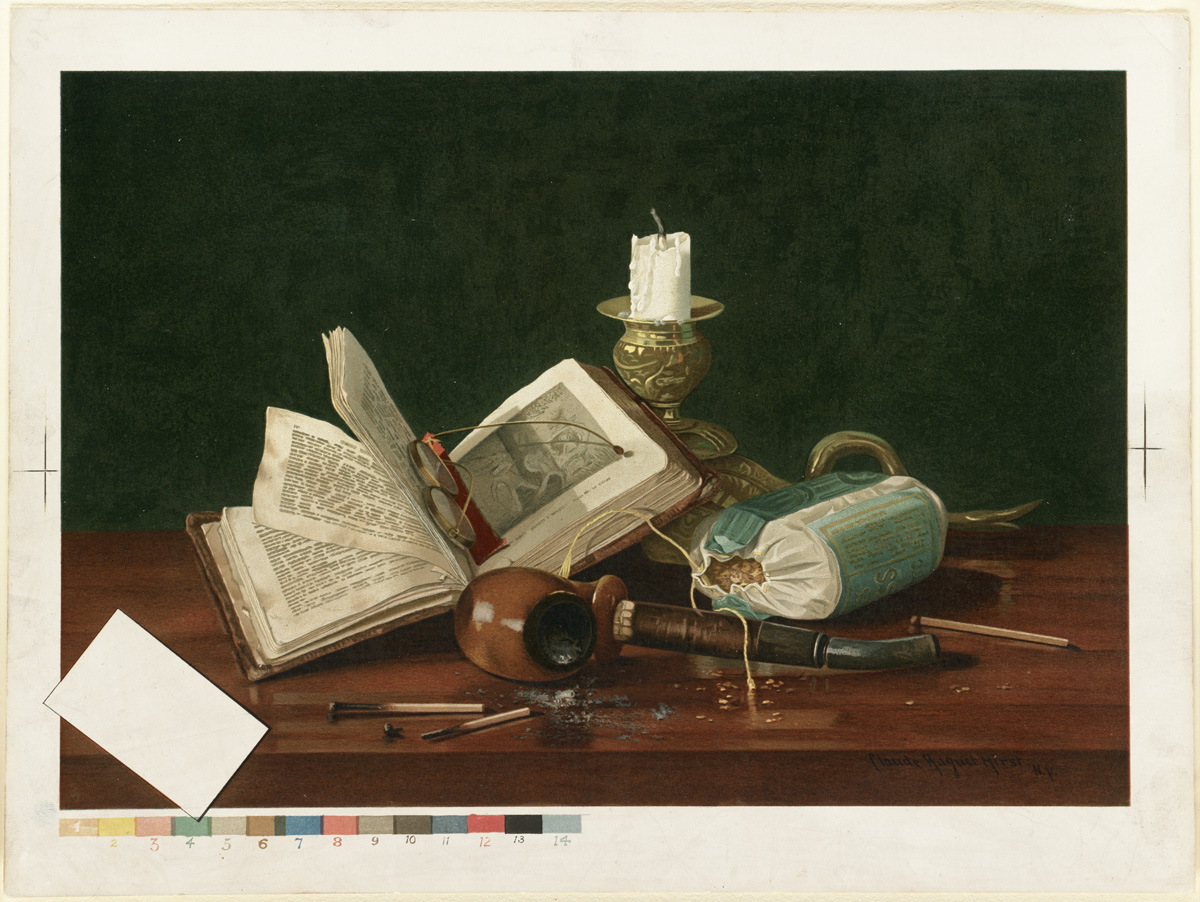
Advertisement for Roessle Brewing Co.
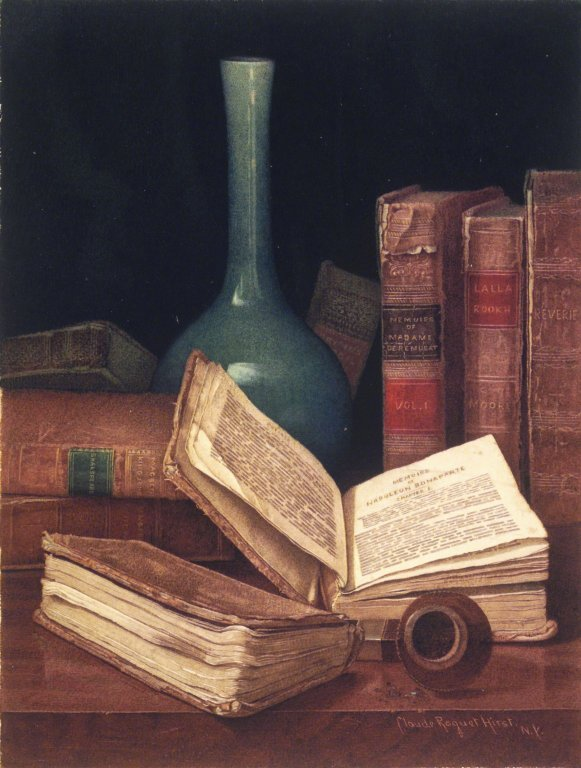
The Bookworm's Table
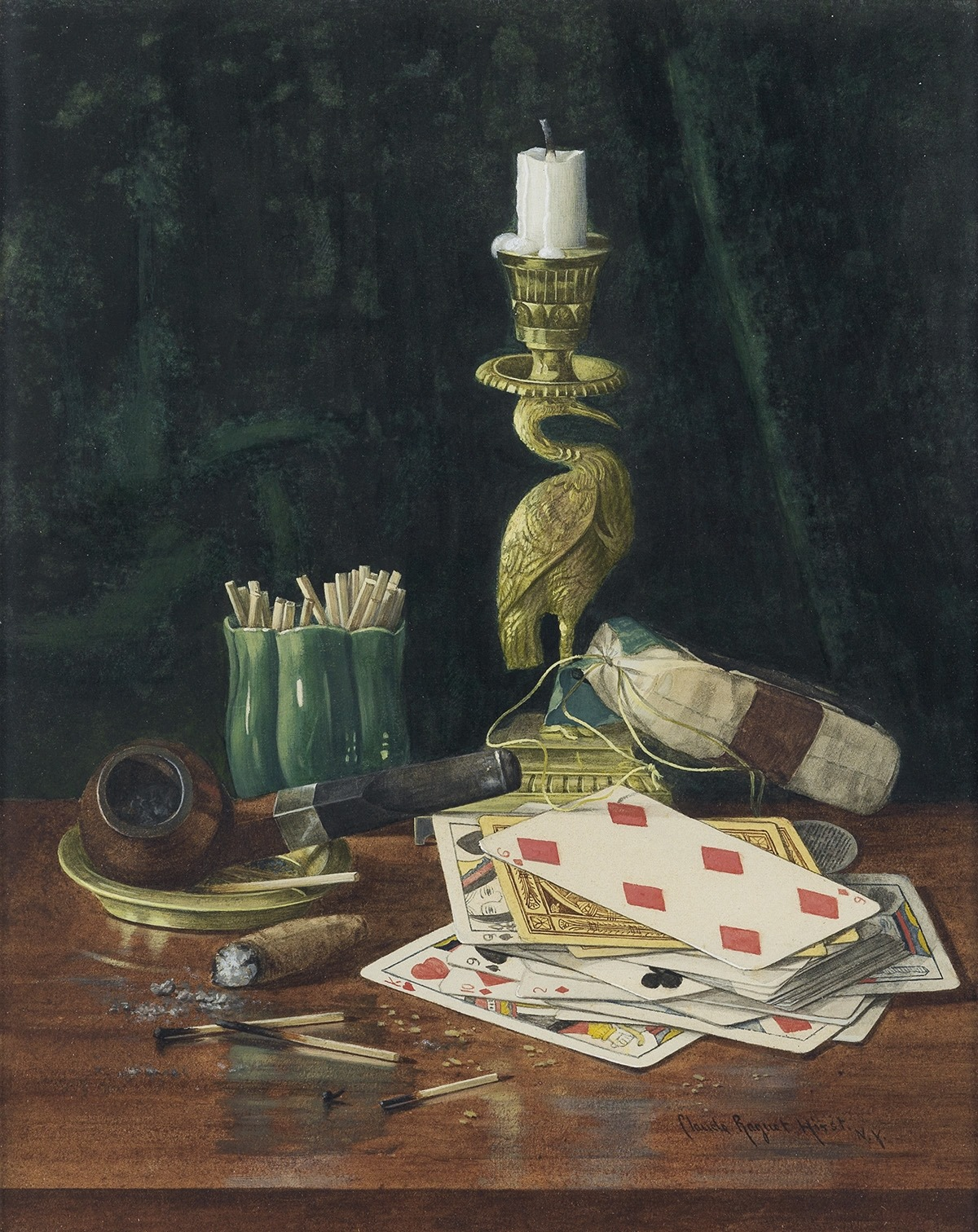
Still life with a Pipe and Playing Cards
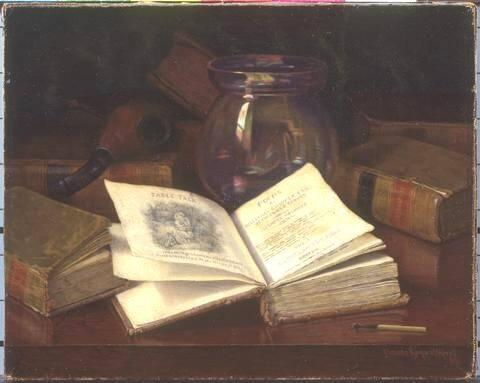
Poems by William Cowper

## Auszeichnungen (Auswahl)
- 1931: Malpreis der National Academy of Design